# USS Koiner (DE-331)
USS Koiner (DE-331/DER-331) là một tàu hộ tống khu trục lớp Edsall từng phục vụ cùng Hải quân Hoa Kỳ trong Chiến tranh Thế giới thứ hai. Nó là chiếc tàu chiến duy nhất của Hải quân Hoa Kỳ được đặt cái tên này, theo tên Trung úy Hải quân James Duval Koiner (1919-1942), người từng phục vụ cùng tàu tuần dương hạng nhẹ Atlanta (CL-51) và đã tử trận vào ngày 13 tháng 11, 1942 trong trận Hải chiến Guadalcanal. Nó đã phục vụ cho đến khi chiến tranh kết thúc, xuất biên chế năm 1946, rồi được tạm thời chuyển cho Tuần duyên Hoa Kỳ phục vụ như là chiếc USCGC Koiner (WDE-431) từ năm 1951 đến năm 1954. Sau khi hoàn trả cho Hải quân, nó được xếp lại lớp như một tàu hộ tống khu trục cột mốc radar DER-331 và tiếp tục phục vụ cho đến năm 1968, và cũng từng tham gia hoạt động trong cuộc Chiến tranh Việt Nam. Con tàu cuối cùng bị bán để tháo dỡ vào năm 1969. Koiner được tặng thưởng sáu Ngôi sao Chiến trận do thành tích phục vụ tại Việt Nam.

## Thiết kế và chế tạo
Lớp Edsall có thiết kế hầu như tương tự với lớp Cannon dẫn trước; khác biệt chủ yếu là ở hệ thống động lực Kiểu FMR do được trang bị động cơ diesel Fairbanks-Morse dẫn động qua hộp số giảm tốc đến trục chân vịt. Đây là cấu hình động cơ được áp dụng rộng rãi trên tàu ngầm, được chứng tỏ là có độ tin cậy cao hơn so với lớp Cannon.
Vũ khí trang bị bao gồm ba pháo 3 in (76 mm)/50 cal trên tháp pháo nòng đơn có thể đối hạm hoặc phòng không, một khẩu đội pháo phòng không Bofors 40 mm nòng đôi và tám pháo phòng không Oerlikon 20 mm. Vũ khí chống ngầm bao gồm một dàn súng cối chống tàu ngầm Hedgehog Mk. 10 (có 24 nòng và mang theo 144 quả đạn); hai đường ray Mk. 9 và tám máy phóng K3 Mk. 6 để thả mìn sâu. Con tàu vẫn giữ lại ba ống phóng ngư lôi Mark 15 21 inch (533 mm), và được trang bị radar SC dò tìm không trung và mặt biển. Thủy thủ đoàn đầy đủ bao gồm 186 sĩ quan và thủy thủ.
Koiner được đặt lườn tại xưởng tàu của hãng Consolidated Steel Corporation ở Orange, Texas vào ngày 26 tháng 7, 1943. Nó được hạ thủy vào ngày 5 tháng 9, 1943, được đỡ đầu bởi bà Mae H. Koiner, mẹ Trung úy Koiner, và nhập biên chế cùng Hải quân Hoa Kỳ vào ngày 27 tháng 12, 1943 dưới quyền chỉ huy của Hạm trưởng, Thiếu tá Hải quân Charles Sterling Judson, Jr.

## Lịch sử hoạt động

### 1944 - 1946
Sau khi hoàn tất việc chạy thử máy huấn luyện tại khu vực Bermuda, Koiner khởi hành từ Charleston, South Carolina vào ngày 28 tháng 2, 1944 để đi đến Curaçao, Tây Ấn thuộc Hà Lan, nơi nó gia nhập một đoàn tàu chở dầu và hộ tống chúng vượt Đại Tây Dương đi sang khu vực Địa Trung Hải. Trong sáu tháng tiếp theo, nó còn thực hiện thêm bốn chuyến hộ tống vận tải khứ hồi đi đến Bắc Phi và Naples, Ý; và sau khi hoàn tất chuyến cuối cùng vào ngày 31 tháng 8, nó chuyển sang phục vụ hộ tống vận tải trên tuyến đường băng qua vùng biển Bắc Đại Tây Dương để đi sang các cảng Anh Quốc. Trong giai đoạn từ ngày 20 tháng 9, 1944 đến ngày 1 tháng 5, 1945, con tàu đã thực hiện năm chuyến hộ tống vận tải vượt đại dương sang các cảng Anh Quốc. Vào ngày 11 tháng 2, nó phối hợp cùng tàu chị em Howard D. Crow (DE-252) tấn công bằng mìn sâu và súng cối chống ngầm Hedgehog, đánh chìm chiếc tàu ngầm U-boat U-869 ngoài khơi bờ biển New Jersey, tại tọa độ 39°33′B 73°02′T / 39,55°B 73,033°T; toàn bộ 56 thành viên thủy thủ đoàn chiếc U-boat đều tử trận.
Sau khi chiến tranh kết thúc tại Châu Âu, Koiner chuẩn bị để được điều động sang khu vực Mặt trận Thái Bình Dương. Đi đến Trân Châu Cảng vào ngày 25 tháng 6, nó huấn luyện phối hợp cùng tàu sân bay hộ tống Corregidor (CVE-58) và tập trận cùng tàu ngầm tại vùng biển Hawaii, rồi lên đường vào ngày 4 tháng 8 để hướng sang Philippines. Tuy nhiên lúc nó con đang trên đường đi, Nhật Bản đã chấp nhận đầu hàng vào ngày 15 tháng 8, giúp chấm dứt vĩnh viễn cuộc xung đột.
Koiner tiếp tục ở lại khu vực Viễn Đông để hoạt động cùng lực lượng chiếm đóng cho đến ngày 1 tháng 4, 1946, khi nó rời Hong Kong cho hành trình quay trở về Hoa Kỳ. Đi ngang qua Ấn Độ Dương, kênh đào Suez và Địa Trung Hải, nó trước khi về đến Charleston, South Carolina vào ngày 30 tháng 5. Nó được cho xuất biên chế tại Green Cove Springs, Florida vào ngày 4 tháng 10, 1946, và được đưa về Hạm đội Dự bị Đại Tây Dương.

### USCGCKoiner(WDE-431)
Trong giai đoạn Chiến tranh Triều Tiên, từ ngày 20 tháng 6, 1951 đến ngày 14 tháng 5, 1954, Koiner được tạm thời chuyển cho lực lượng Tuần duyên Hoa Kỳ để hoạt động như là tàu cutter tuần tra USCGC Koiner (WDE-431) dưới quyền chỉ huy của Hạm trưởng, Trung tá Tuần duyên Frank Vincent Helmer. Đặt cảng nhà tại Seattle, Washington, con tàu đã phục vụ như tàu tuần tra đại dương cho đến khi hoàn trả cho Hải quân Hoa Kỳ.

### 1955 - 1968
Koiner được cải biến thành một tàu hộ tống khu trục cột mốc radar, xếp lại lớp và mang ký hiệu lườn mới DER-331 vào ngày 28 tháng 9, 1954. Nó được cho tái biên chế trở lại vào ngày 26 tháng 8, 1955 dưới quyền chỉ huy của Hạm trưởng, Thiếu tá Hải quân Vern Willard Tracy. Từ năm 1956 cho đến năm 1965, Koiner phục vụ như cột mốc radar trong Đường cảnh báo sớm từ xa - (DEW: Distant Early Warning) Line - nhằm cảnh báo sớm khả năng bị máy bay ném bom chiến lược hay tên lửa đạn đạo đối phương tấn công. Con tàu được bố trí ngoài khơi bờ biển Washington và California tại hàng rào Thái Bình Dương.
Vào ngày 1 tháng 7, 1965, Koiner khởi hành từ Alameda, California để đi đến cảng nhà mới tại Guam, đến nơi vào ngày 28 tháng 7 sau một chặng dừng tại Trân Châu Cảng. Đến ngày 6 tháng 8, nó lên đường đi sang vùng biển ngoài Việt Nam để tham gia Chiến dịch Market Time, một hoạt động tuần tra nhằm ngăn chặn và tiêu diệt tàu thuyền của phía Bắc Việt Nam vận chuyển vũ khí và đạn dược xâm nhập vào Nam Việt Nam. Con tàu lại được cử tham gia hoạt động "Market Time" một lần nữa tại Việt Nam vào tháng 2, 1966, trong một lượt biệt phái kéo dài bảy tháng. Giữa các đợt tuần tra, nó ghé đến các cảng Hong Kong; Bangkok; Manila; và Cao Hùng, Đài Loan.
Đến cuối tháng 1, 1967, Koiner tham gia một chiến dịch bắn phá bờ biển tại Việt Nam, rồi đi đến Nhật Bản. Con tàu được cho xuất biên chế vào một thời điểm trong năm 1968. Nó được rút tên khỏi danh sách Đăng bạ Hải quân vào ngày 23 tháng 9, 1968. Con tàu bị bán để tháo dỡ vào ngày 3 tháng 9, 1969.

## Phần thưởng
Koiner được tặng thưởng sáu Ngôi sao Chiến trận do thành tích phục vụ trong Chiến tranh Việt Nam.
|                           |             |  |
|                           |             |  |
|                           | Bronze star |  |
| Silver star · Bronze star |             |  |

| Huân chương Chiến dịch Hoa Kỳ                          |                                                                    |                                                     |
| Huân chương Chiến dịch Châu Á-Thái Bình Dương          | Huân chương Chiến dịch Châu Âu-Châu Phi-Trung Đông                 | Huân chương Chiến thắng Thế Chiến II                |
| Huân chương Phục vụ Chiếm đóng Hải quân                | Huân chương Phục vụ Phòng vệ Quốc gia với 1 Ngôi sao Chiến trận    | Huân chương Phục vụ Triều Tiên (phục vụ Tuần duyên) |
| Huân chương Phục vụ Việt Nam với 6 Ngôi sao Chiến trận | Huân chương Liên Hiệp Quốc Phục vụ Triều Tiên (phục vụ Tuần duyên) | Huân chương Chiến dịch Bội Tinh (Việt Nam Cộng Hòa) |